# Agriphila latistria
Espèce
Le Crambus à strie large (Agriphila latistria) est une espèce de lépidoptères de la famille des Crambidae.